# Freie Lizenz
Eine freie Lizenz, manchmal auch als offene Lizenz bezeichnet, ist eine Nutzungslizenz, welche die Nutzung, Weiterverbreitung und Änderung urheberrechtlich geschützter Werke erlaubt. Frei lizenzierte Text-, Bild- oder Tonwerke werden als freie Inhalte (Open Content) bezeichnet, Software als Freie Software. Die Idee zu freien Lizenzen entstand in der Freien-Software-Bewegung.
Freie Lizenz ist zu unterscheiden von Lizenzfreiheit.

## Freie Lizenz
Die jeweiligen Lizenztexte regeln im Einzelnen das Recht zur Vervielfältigung und Veröffentlichung sowie das Recht zur Bearbeitung und Veränderung des Werkes. Je nach Lizenz räumt der Urheber oder der Inhaber der vollumfänglichen Nutzungsrechte dem Lizenznehmer diese Rechte unter bestimmten Bedingungen ein. Regelungen, wann und wie die Urheber des Werkes zu nennen sind, sind in den meisten freien Lizenzen enthalten. Freie Lizenzen verlangen teilweise, dass Bearbeitungen des Werkes auch unter einer freien Lizenz zu veröffentlichen sind – solche Lizenzen werden oft als „starke freie Lizenzen“ bezeichnet, dieser Lizenzmechanismus als Copyleft. Der Urheber kann diese Bedingungen in einem eigenen Lizenztext formulieren oder hierzu Lizenzstandards benutzen.

## Varianten freier Lizenzen
Das Institut für Rechtsfragen der Freien und Open Source Software listet mehr als 30 Standardlizenzen für freie Inhalte sowie eine Vielzahl an Softwarelizenzen auf. Für freie Software sind die BSD-Lizenz und die GNU General Public License (GPL) sehr bekannt. Gängige Standardlizenzen für freie Inhalte sind neben der GNU Free Documentation License zunehmend einzelne Creative-Commons-Lizenzen sowie die UVM-Lizenz für freie Inhalte und die Lizenz Freie Kunst (artlibre).
Weitere Lizenzen wie die Open Database License oder die BiOS Material Transfer Agreement regeln die freie Nutzung spezieller Arten geistigen Eigentums (zum Beispiel Datenbank, biotechnologische Erfindung).

## Halbfreie Lizenzen
Da keine allgemein anerkannte Definition für freie Inhalte besteht, ist bei bestimmten Lizenzbedingungen umstritten, ob diese als freie Lizenz zu werten sind. Dies betrifft insbesondere Lizenzen, die keine Verwendung für kommerzielle Zwecke oder keine Bearbeitung erlauben. Das Institut für Rechtsfragen der Freien und Open Source Software (IfrOSS) listet diese zwar als „Open Content Licences“ auf; die Free Software Foundation (FSF) und die Open Source Definition hingegen schließen sie aus der engeren Definition freier Lizenzen aus und bezeichnen sie als „semifrei“.